# Or ha-Ner
Or ha-Ner (hebr. אור הנר) – kibuc położony w samorządzie regionu Sza’ar ha-Negew, w Dystrykcie Południowym, w Izraelu.
Leży w północno-zachodniej części pustyni Negew, w pobliżu Strefy Gazy.
Członek Ruchu Kibuców (Ha-Tenu’a ha-Kibbucit).

## Historia
Kibuc został założony w 1957 przez imigrantów z Argentyny, jako osada obronna.

## Gospodarka
Gospodarka kibucu opiera się na rolnictwie i sadownictwie.

## Komunikacja
Na zachód od kibucu przebiega droga ekspresowa nr 34  (Jad Mordechaj-Netiwot).